# متطلبات الحصول على تأشيرة لمواطني السودان

## أفريقيا
| البلدان والأقاليم | شروط الحصول |
| ----------------- | --- |
| بوروندي           | تصدر التأشيرة عند الوصول [وصلة مكسورة] |
| الرأس الأخضر      | تصدر التأشيرة عند الوصول [وصلة مكسورة] |
| جزر القمر         | تصدر تأشيرة مرور مجانية عند الوصول سارية لمدة 24 ساعة. خلال ال24 ساعة يجب تحويل هذه التأشيرة الي تأشيرة كاملة من مكتب الهجرة في موروني (خاضعة للرسوم)[وصلة مكسورة] |
| جيبوتي            | تصدر التأشيرة عند الوصول سارية لمدة شهر واحد بسعر 5000 فرانك جيبوتي [وصلة مكسورة]                                                                                  |
| مصر               | 3 شهور(للسيدات، الأطفال تحت سن ال16، الذكور من سن 50 وفوق أو في حالة وجود تصريح إقامة من أي دولة)                                                                  |
| إريتريا           | تصدر التأشيرة عند الوصول سارية لمدة شهر واحد [وصلة مكسورة] |
| غامبيا            | تصدر التأشيرة عند الوصول [وصلة مكسورة] |
| كينيا             | تصدر التأشيرة عند الوصول سارية لمدة 3 شهور مقابل 50 دولار أمريكي [وصلة مكسورة]                                                                                     |
| مدغشقر            | تصدر التأشيرة عند الوصول سارية لمدة 90 يوم مقابل 140 الف ارياري مدغشقري [وصلة مكسورة]                                                                              |
| موزمبيق           | تصدر التأشيرة عند الوصول سارية لمدة 30 يوم مقابلة 25 دولار أمريكي [وصلة مكسورة]                                                                                    |
| سيشل              | شهر واحد |
| توغو              | تصدر التأشيرة عند الوصول سارية لمدة 7 أيام مقابل 35 الف فرانك غرب أفريقيا [وصلة مكسورة]                                                                            |
| أوغندا            | تصدر التأشيرة عند الوصول سارية لمدة 3 شهور مقابل 50 دولار أمريكي                                                                                                   |
| زامبيا            | تصدر التأشيرة عند الوصول سارية لمدة 3 شهور مقابل 50 دولار أمريكي [وصلة مكسورة]                                                                                     |

## الأمريكيتين
| البلدان والأقاليم       | شروط الحصول                                                   |
| ----------------------- | ------------------------------------------------------------- |
| دومينيكا                | 21 يوم [وصلة مكسورة]                                          |
| الإكوادور               | 90 يوم [وصلة مكسورة]                                          |
| هايتي                   | 3 شهور [وصلة مكسورة]                                          |
| نيكاراغوا               | تصدر بطاقة سائح لمدة 90 يوم عند الوصول مقابل 5$ [وصلة مكسورة] |
| سانت كيتس ونيفيس        | 14 يوم [وصلة مكسورة]                                          |
| سانت فينسنت والغرينادين | شهر واحد [وصلة مكسورة]                                        |

## آسيا
| البلدان والأقاليم | شروط الحصول                                                                                                  |
| ----------------- | --- |
| البحرين           | تأشيرة مرور لمدة 24 ساعة [وصلة مكسورة]                                                                       |
| بنغلاديش          | تأشيرة عند الوصول لمدة 30 يوم [وصلة مكسورة]                                                                  |
| كمبوديا           | تأشيرة عند الوصول [وصلة مكسورة]                                                                              |
| لبنان             | 30 يوم |
| لاوس              | تأشيرة عند الوصول لمدة 30 يوم مقابل $30 [وصلة مكسورة]                                                        |
| تركيا             | تأشيرة عند الوصول لمدة 90 يوم أو تأشيرة إلكترونية - مرة واحدة في السنة                                       |
| ماكاو             | تأشيرة تصدر عند الوصول لمدة 30 يوم مقابل 100 باتاكا مكاوية نسخة محفوظة 25 فبراير 2021 على موقع واي باك مشين. |
| ماليزيا           | 90 يوم |
| جزر المالديف      | تأشيرة عند الوصول لمدة 30 يوم [وصلة مكسورة]                                                                  |
| نيبال             | تأشيرة تصدر عند الوصول لمدة 15/30/90 مقابل $25/50/100                                                        |
| سوريا             | 90 يوم |
| تيمور الشرقية     | تصدر التأشيرة عند الوصول لمدة 30 يوم مقابل 30$ [وصلة مكسورة]                                                 |

## الأوقيانوسية
| البلدان والأقاليم         | شروط الحصول          |
| ------------------------- | -------------------- |
| جزر كوك                   | 31 يوم [وصلة مكسورة] |
| ولايات ميكرونيسيا المتحدة | 30 يوم [وصلة مكسورة] |
| نييوي                     | 30 يوم               |
| بالاو                     | 30 يوم [وصلة مكسورة] |
| ساموا                     | 60 يوم [وصلة مكسورة] |
| توفالو                    | شهر واحد             |